# Фиск
Фиск във финансовото право означава същинските приходи, предвидени и заложени в приходната част на бюджета (държавен бюджет или друг бюджет в публичните финанси), а именно тези от данъци, мита и държавни такси.
Като приходоизточници могат да съществуват и други такива с непостоянен характер (примерно погасителни вноски от държавни заеми предоставени предходно на други страни и т.н.), както и плащания с административен (глоби) или гражданскоправен характер (подлежащите на изпълнение решения на гражданските съдилища по спорове, по които страна е държавата и др.).
По имуществени спорове в гражданския процес, държавата се представлява от министъра на финансите.

## История
Фиск (на латински: fiscus, буквално: „чанта“ или „портмоне“) e била личната хазна на римските императори. Думата е служила да опише тези от приходите, които са идвали от Римските провинции, които са били дадени на императора (от императорските провинции).